# Граф Каррік

Герб графів Каррік.

Герб роду Батлер.

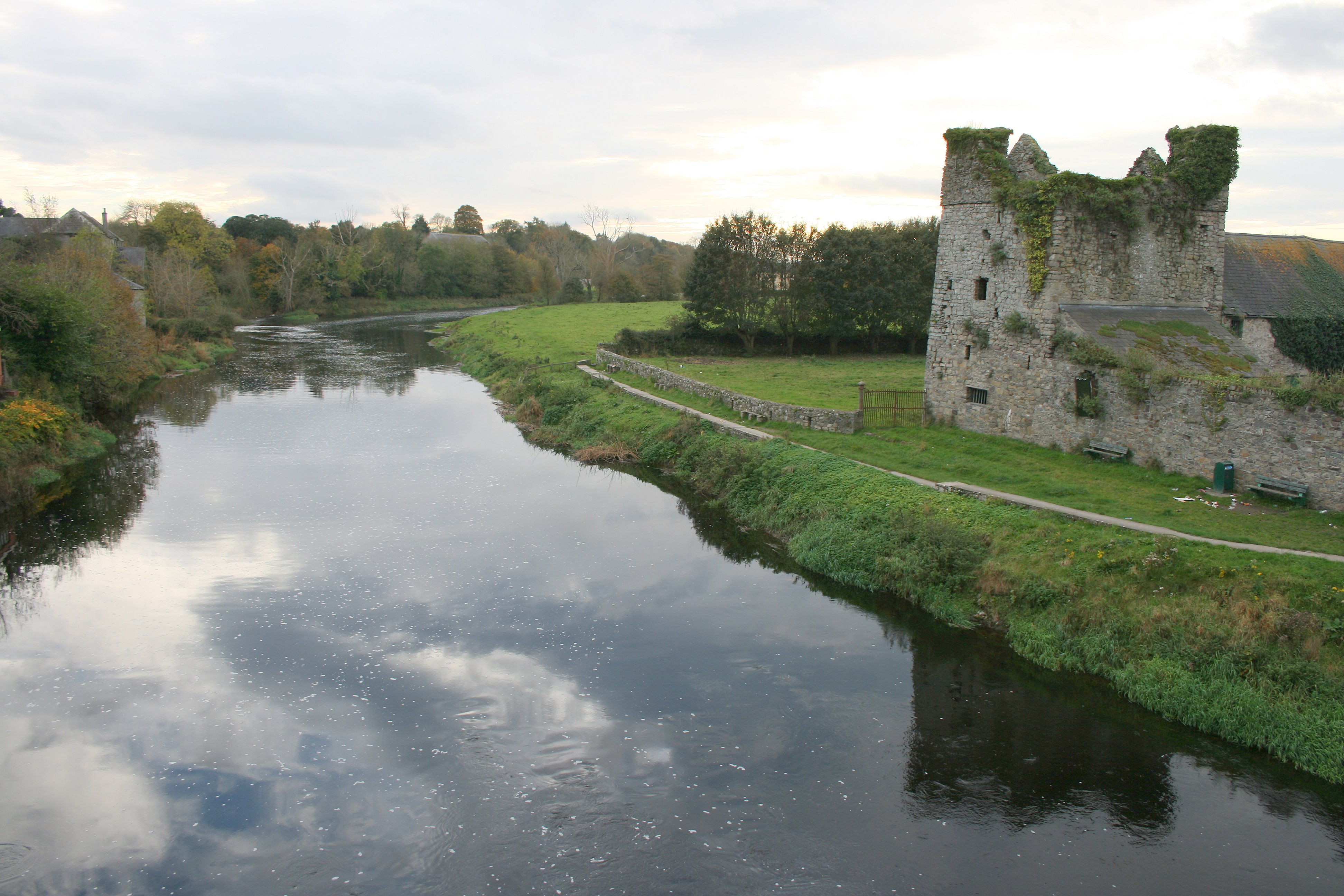
Руїни замку Томастаун.

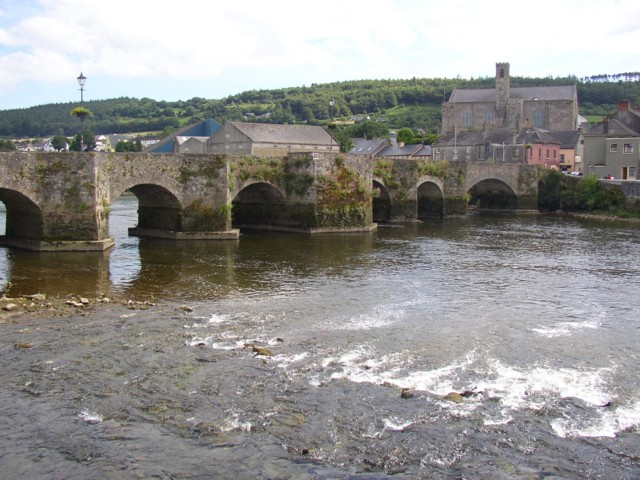
Селище і старий міст Каррік.

Граф Каррік (англ. Earl of Carrick) — аристократичний титул в перстві Ірландії.

## Історія графів Каррік
Титул граф Каррік баронства Іффа, Східного Оффа, що в графстві Тіпперері в перстві Ірландії був вперше створений королем Англії Едвардом ІІ в 1315 році для сера Едмунда Батлера – юстиціарія Ірландії. Назва титулу була пов’язана з маєтком Каррік Мак Гріффін (сучасне місто Каррік-он-Свір). Едмунд Батлер був батьком Джеймса Батлера – І графа Ормонд та Джона Батлера з Клонамікклона. Але після його смерті титул графа не успадкувався. Пізніше, під час другого створення титулу, титул був подарований нащадкам його другого сина Джона, що став віконтом Ікеррін та І графом Каррік. Сер Едмунд Батлер відзначився перед королем Англії у війні з Едвардом Брюсом – верховним королем Ірландії, братом короля Шотландії.
У 1629 році генерал-лейтенант сер Пірс Батлер отримав титул пера Ірландії як віконт Ікеррін. Він був нащадком Джона Батлера з Клонамікклона – другого сина Едмунда Батлера – І графа Каррік. Праправнук віконта – Пірс Батлер – IV віконт Ікеррін був депутатом парламенту в часи короля Англії Якова ІІ і був оголошений поза законом після перевороту і захоплення трону королем Вільямом ІІІ Оранським та королевою Марією ІІ. Але в 1698 році його було помилувано і він знову став депутатом Палати лордів парламенту Ірландії. Пізніше він отримав звання бригадного генерала.
Його син Джеймс Батлер – V віконт Ікеррін помер молодим, титул успадкував його дядько Томас Батлер, що став VI віконтом Ікеррін. Він був протестантським священиком. Його старший син Джеймс Батлер – VII віконт Ікеррін помер молодим, титул успадкував його молодший брат Сомерсет Гамільтон Батлер, що став VIII віконтом Ікеррін. У 1748 році він отримав титул І графа Керрік на часть свого далекого предка Джона Батлера. Він отримав почесне наукове звання доктора юридичних наук. Він входив до складу Таємної Ради Ірландії. 18 травня 1745 року він одружився з леді Джуліаною Бойл – дочкою Генрі Бойла – І графа Шеннон та леді Генрієтти Бойл. У них було п’ятеро дітей: 3 сини і 2 дочки. Його старший син Генрі Батлер – ІІ граф Керрік був обраний депутатом Палати громад парламенту Ірландії. 7 серпня 1774 року він одружився з Сарою Тейлор – дочкою полковника Едварда Тейлора та Енн Манселл. У них було 5 дітей: 3 дочки і 2 сини. Титул успадкував його старший син Сомерсет Батлер, що став ІІІ графом Каррік. У 1819 – 1838 роках він був депутатом Палати лордів парламенту Об’єднаного Королівства Великобританії та Ірландії як представник Ірландії. Він був двічі одружений: перший раз одружився 1 вересня 1811 року з Енн Вінн - дочкою Оуена Вінна та леді Сари Коул. У них було двоє дітей. Він одружився вдруге 12 лютого 1833 року з Люсі Френч - третьою дочкою Артура Френча, есквайра. У них було троє дітей. Його другий син Сомерсет Артур Батлер успадкував титул від свого старшого брата і став V графом Каррік. Він був капітаном гренадерської гвардії британської армії і воював у Кримській війні з москалями.
Він помер неодруженим. Титул успадкував його двоюрідний брат Чарльз Генрі Сомерсет Батлер, що став VI графом Каррік. Він був онуком генерал-лейтенанта Генрі Едварда Батлера – другого сина ІІ графа Каррік. Чарльз був майором валлійського полку. Його син Чарльз Ернест Альфред Френч Соммерсет Батлер – VII граф Каррік служив інспектором лорд-лейтенанта Ірландії в 1913 – 1915 роках. Брав участь в Першій світовій війні. У 1912 році отримав титул барона Батлер з Маунт-Джульєт, що в графстві Кілкенні в перстві Великобританії, що дало йому місце в Палаті лордів парламенту Великобританії.
На сьогодні титулом володіє його праправнук, що став ХІ графом Каррік, успадкувавши титул від свого батька в 2008 році.
Родинним гніздом графів Каррік був маєток Маунт-Джульєт, що біля Томастауна, графство Кілкенні.

## Віконти Ікеррін (1629)
- Пірс Батлер (помер близько 1674 р.) – І віконт Ікеррін
- Пірс Батлер (1637 – бл. 1680) – ІІ віконт Ікеррін
- Джеймс Батлер (помер у 1688 р.) – ІІІ віконт Ікеррін
- Пірс Батлер (1679 – 1710/11) – IV віконт Ікеррін
- Джеймс Батлер (1698 – 1712) – V віконт Ікеррін
- Томас Батлер (1683 – 1719) – VI віконт Ікеррін
- Джеймс Батлер (1714 – 1721) – VII віконт Ікеррін
- Сомерсет Батлер (1719 – 1774) – VIII віконт Ікеррін (нагороджений титулом граф Керрік у 1748 році)

## Графи Каррік (1748)
- Сомерсет Батлер (1719 – 1774) – І граф Каррік
- Генрі Батлер (1746 – 1813) – ІІ граф Каррік
- Сомерсет Батлер (1779 – 1838) – ІІІ граф Каррік
- Генрі Батлер (1834 – 1846) – IV граф Каррік
- Сомерсет Артур Батлер (1835 – 1901) – V граф Каррік
- Чарльз Генрі Сомерсет Батлер (1851 – 1909) – VI граф Каррік
- Чарльз Ернест Альфред Френч Сомерсет Батлер (1873 – 1931) – VII граф Каррік
- Теобальд Уолтер Сомерсет Генрі Батлер (1903 – 1957) – VIII граф Каррік
- Браян Стюарт Теобальд Сомерсет Кахер Батлер (1931 – 1992) – IX граф Каррік
- Девід Джеймс Теобальд Сомерсет Батлер (1953 – 2008) – X граф Каррік
- Аріон Томас Пірс Гамільтон Батлер (1975 р. н.) — XI граф Каррік

Імовірним спадкоємцем титулу є брат теперішнього власника титулу його ясновельможність Пірс Едмунд Теобальд Лісмалін Батлер (1979 р. н.).